# Serra del Carrascar de Parcent

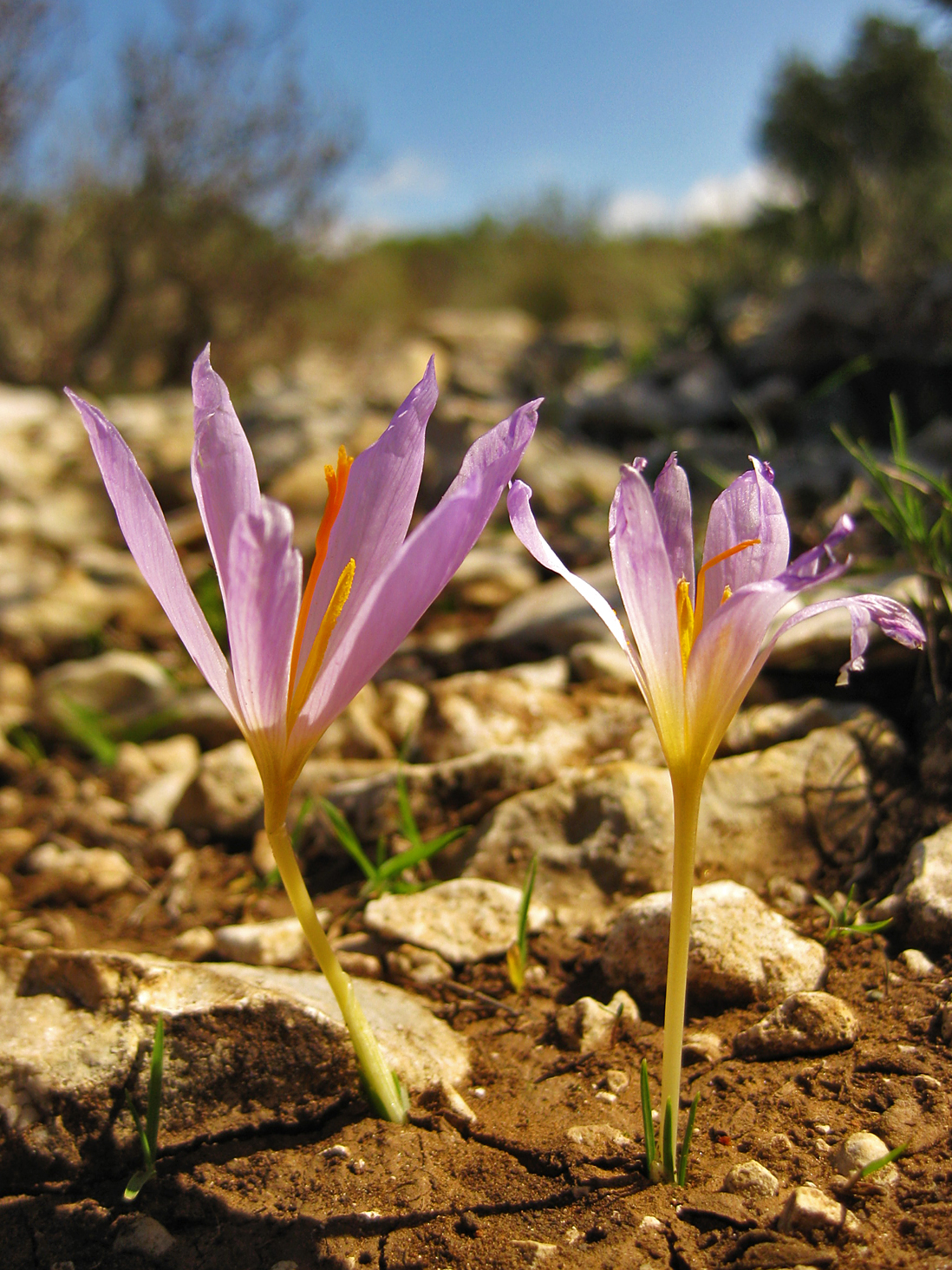
Flora típica del cim del Carrascal de Parcent

La serra del Carrascal de Parcent és un massís muntanyenc situat a l'oest de Parcent, Marina Alta, i al nord-est de Tàrbena, Marina Baixa (totes dues al País Valencià), així separant la vall de Pop i la vall de l'Algar. Té el cim a 994 m, i una estructura arquejada, i típicament prebètica, ja que forma part de les acabelles orientals d'aquell sistema. Destaca una sèrie de crestes suaus i un altiplà situat al llom al punt més septentrional de la serra. La flora més habitual és el pi, tot i que, com el nom implica, d'antuvi era coberta de carrasca.

## Rutes per la serra
Existeix un PR, el CV-158, que vista tant aquesta serra com la del Ferrer, que se situa al sud-est de la primera, i el coll de Rates que les separa.